# Álbum de caricaturas
Álbum de caricaturas: : frases e "anexins" da língua portuguesa da autoria de Rafael Bordalo Pinheiro e participação de Júlio César Machado foi publicado em Lisboa, no ano de 1872, pela Tipografia Editora de Matos Moreira, com um total de 30 páginas. Pertence ao Gabinete de Estudos Olisiponenses e é considerado uma "raridade bibliográfica".